# Румунсько-швейцарські відносини
Румунсько-швейцарські відносини — зовнішні відносини між Румунією та Швейцарією . Дипломатичні відносини між обома країнами були встановлені в 1911 році, спочатку на рівні спадщини, а потім піднялися до рівня посольств 24 грудня 1962 року. Румунія має посольство в Берні та два консульства в Женеві та Цюріху, а Швейцарія має посольство в Бухаресті .  У 1955 році посольство Румунії в Берні було захоплено групою з п'яти румунських емігрантів. Ця подія відома в Румунії як «Бернський інцидент».  
З 1990-х років Швейцарія допомогла Румунії фінансово на загальну суму 140 мільйонів швейцарських франків у період з 1996 по 2006 рік і ще 23 мільйони франків у 2006–2007 роках. Швейцарія стала 12-м найбільшим іноземним інвестором в Румунії.  У 2005 році Румунія експортувала до Швейцарії товарів на загальну суму 206 млн. швейцарських франків, причому Швейцарія експортувала до Румунії 547 млн. швейцарських франків, що робить Румунію найбільшим партнером Швейцарії в Південно-Західній Європі.  До 2006 року цей показник зріс на 26% у Румунії та на 38% у Швейцарії. 
Зі вступом Румунії до Європейського Союзу (ЄС) Швейцарія збільшила свою грошову допомогу Румунії до 181 млн. швейцарських франків. Імпорт та експорт значно зросли, і вже у 2008 році експорт Швейцарії досяг 490 млн. франків. Імпорт з Румунії до Швейцарії досяг 109 млн у тому ж році. Швейцарські інвестиції в Румунію були вкладні в більше ніж 120 швейцарських компаніях в країні, у яких загалом працює понад 10 000 співробітників. 
Було заплановано побудувати в Румунії об’єднану швейцарсько-австрійську в’язницю для затримання румунських злочинців з обох країн. Проте у 2003 році у Швейцарії було лише 28 ув’язнених румунської національності, що стало малопріоритетним рішенням, сказав тодішній керівник Федерального департаменту юстиції та поліції Крістоф Блохер . 

## Дивіться також
- Міжнародні відносини Румунії
- Міжнародні відносини Швейцарії